# Махабхарата (мультфильм)
«Махабхарата» (хинди महाभारत, англ. Mahabharat [məɦaːˈbʱaːrət̪]) — анимационная экранизация древнеиндийского эпоса «Махабхарата» режиссёра Амаан Хана. Премьера фильма состоялась 26 декабря 2013 года.

## Данные об анимационном фильме
Сюжет фильма основан на «Махабхарате» — одном из двух величайших эпосов древней Индии — и достаточно близко придерживается классической истории.
Экранизация имеет несколько существенных отличий от других, достаточно многочисленных изображений эпоса в массовой культуре. «Махабхарата» Хана снята в технологии компьютерной 3D-анимации. В качестве актёров озвучивания для мифологических персонажей в этом мультфильме предстала целая плеяда звёзд Болливуда, включая Амитабха Баччана, Мадхури Дикшит, Аджая Девгана, Видью Балан, Анила Капура, Джеки Шроффа, Маноджа Баджпаи и Дипти Навал, причём для Баччана (озвучившего Бхишму — деда или двоюродного деда большинства главных героев эпоса), ветерана индийского кино с 44-летним стажем, это стало первым опытом озвучивания анимированных персонажей.
Трейлер фильма был представлен критикам и будущим зрителями 16 ноября 2013 года, в сопровождении ещё трёх видео, представляющих персонажей Видьи Балан, Анила Капура и Аджая Девгана (соответственно Драупади, Карну и Арджуну). При этом критики обратили внимание, что многие центральные персонажи не только озвучены звёздами Болливуда, но и их внешность смоделирована по соответствующим актёрам — далеко не всегда в соответствии с привычным зрителям представлением о героях.
Экранизация подавалась как самый дорогой анимационный фильм в истории Болливуда.

## В ролях (озвучивание)
- Амитабх Баччан — Бхишма
- Шатругхан Синха — Кришна
- Санни Деол — Бхима
- Аджай Девган — Арджуна
- Анил Капур — Карна
- Мадхури Дикшит — Дурга / Шакти
- Видья Балан — Драупади
- Манодж Баджпаи[англ.] — Юдхиштхира
- Анупам Кхер — Шакуни
- Дипти Навал[англ.] — Кунти
- Джеки Шрофф — Дурьодхана

## Первая реакция зрителей и критиков на фильм
По мнению штатного кинокритика газеты The Times of India Мины Айер, опубликованному в день премьеры, данная попытка анимационной экранизации «Махабхараты» выглядит «незрелой и на несколько делений уступающей голливудским лентам. В то же время, озвучивание болливудскими звёздами „ободряет“ эту эпику, делая её привлекательной для просмотра».
На 30 декабря начальный показ не оправдал возложенных создателями фильма ожиданий — при бюджете фильма в полмиллиарда индийских рупий (около 7,7 млн долларов США) и около 7 лет, потраченных на его производство, сборы за 3 дня премьерного проката в 185 кинотеатрах Индии составили от 1 до 1,5 крора (то есть 10-15 миллионов) рупий или от 155 до 230 тысяч USD, что может быть связано как с качеством фильма, так и с конкуренцией с запущенным на неделю раньше в прокат фильмом «Байкеры 3» (собравшим за 10 дней 3,2 млн долларов), отсутствием в фильме, по сравнению со многими болливудскими фильмами, «центральной кассовой фигуры», непривычностью индийской аудитории к анимационным экранизациям классики или неудачным временем запуска в празднично-отпускной сезон, что давало ему шанс «взять своё» после праздничного сезона.
На середину февраля 2014 года новой информации о кассовых сборах в популярных индийских англоязычных киноизданиях так и не появилось; открытая без регистрации версия сайта Box Office India даёт сборам фильма оценку Disaster (катастрофичные).